# Бинадереси
Бинадереси, также Бинедереси или Бинадареси (азерб. Binədərəsi), ранее — Баназур (азерб. Banazur) — село в Ходжавендском районе Азербайджана, является центром Бинадересинского сельского административно-территориального округа.

## Этимология

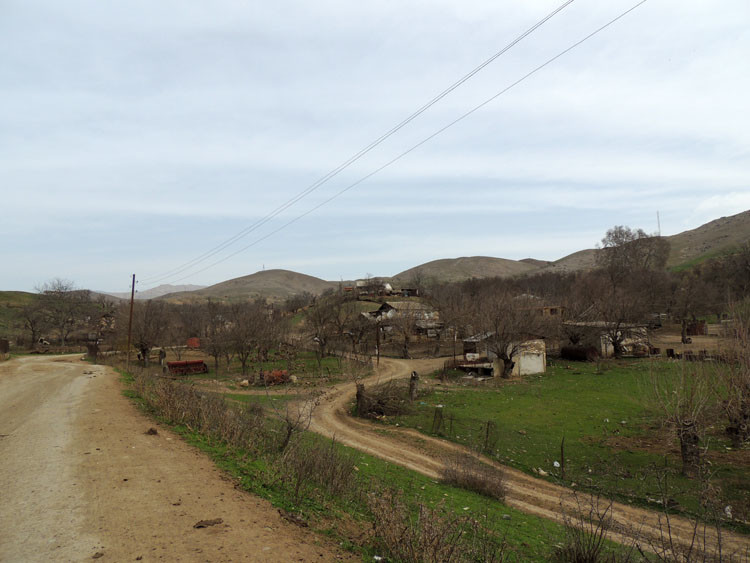
Село Бинадараси, июль 2017 г.

В начале 20 века село с названием Бинадареси было зарегистрировано в Кубатлинском уезде. Ойконим означает «долина с временным поселением».
Решением Милли Меджлиса Азербайджанской Республики № 428 от 29 декабря 1992 года село Баназур Ходжавендского района было названо селом Бинадереси.

## География
Село Бинадереси является центром Бинадересинского сельского административно-территориального округа Ходжавендского района, при этом в состав этого сельского административно-территориального округа входит также и село Сор.
Село расположено в предгорной местности, у юго-восточного подножия Карабахского хребта, в 27 км к югу от посёлка Гадрут, в 7 км от дороги Джабрайыл-Физули и примерно в 85,57 км от города Ханкенди. Имеет площадь 3576,5 га, из них 2442,03 га сельскохозяйственные угодья, 1055,02 га лесные угодья.

## История
Согласно книге Светланы Гулян, село существовало в урартский период, об этом свидетельствуют обнаруженная здесь надпись и исторические сооружения.
До вхождения в состав Российской империи село было в составе Дизакского магала Карабахского ханства.
Согласно, Энциклопедическому словарю топонимов Азербайджана, после того, как в XIX веке пришлое армянского население поселилось в селе, село стало искажённо называться Баназур.
Сохранился отчёт 1849 года жителей села Баназур магала Дизак, которые неоднократно писали жалобы и прошения на имя наместника Кавказа и католикоса Нерсеса:
«Полковник Джафар-Кули-хан Карабахский, под властью которого мы, — пишут жители села Баназур, — мучает нас и причиняет неисчислимые лишения, наказания и штрафы, до тех пор, пока мы и теперь не лишены всего необходимого для жизни, мы голодаем... Сколько из нас умерло от побоев? Обезумевшие жители нашего села разбрелись по другим местам, пытаясь избавиться от этого плена...»
Епископ Армянской Апостольской церкви Макар Бархударянц пишет о селе Бинадереси:
«Жители коренные. Дымов 150, жителей — 1005. Церковь Св. Богородицы, с 4-мя колоннами. К юго-востоку от села есть часовня Белого мальчика, место паломничества».
В Советское время село называлось Баназур, входило в Гадрутский район Нагорно-Карабахской автономной области (НКАО) Азербайджанской ССР, а также являлось центром Баназурского сельсовета, в состав которого также входило и село Цур (ныне Сор).
Это село первым в Гадрутском районе приобрело в советские годы электрическую мельницу.
2 сентября 1991 года на совместной сессии Нагорно-Карабахского областного и Шаумяновского районного Советов народных депутатов была принята Декларация о провозглашении Нагорно-Карабахской Республики в границах Нагорно-Карабахской автономной области (НКАО) и сопредельного Шаумяновского района Азербайджанской ССР.
26 ноября 1991 года Верховный Совет Азербайджанский Республики принял Закон "Об упразднении Нагорно-Карабахской автономной области Азербайджанской Республики". В этом Законе помимо упразднения Нагорно-Карабахской Автономной Области (НКАО), было постановлено в том числе также и переименование Мартунинского района в Ходжаведский, упразднение Гадрутского района и присоединение территории Гадрутского района в состав Ходжавендского района. Решением Милли Меджлиса Азербайджанской Республики № 428 от 29 декабря 1992 года село Баназур Ходжавендского района было названо селом Бинадереси, а село Цур или Тсур Ходжавендского района было названо селом Сор. В настоящее время это село Бинадереси и входит в состав Ходжавендского района Азербайджана, является центром Бинадересинского сельского административно-территориального округа, в состав которого также входит и село Сор.
В результате Карабахского конфликта село в начале 1990-х годов попало под контроль непризнанной Нагорно-Карабахской Республики (НКР) и согласно административно-территориальному делению непризнанной республики стало входить в состав Гадрутского района НКР, называясь Банадзор (арм. Բանաձոր).
После перехода села под контроль непризнанной НКР, жители села снова вернулись и восстановили село.
9 ноября 2020 года во время Второй карабахской войны Азербайджан восстановил контроль над селом.

## Памятники истории и культуры

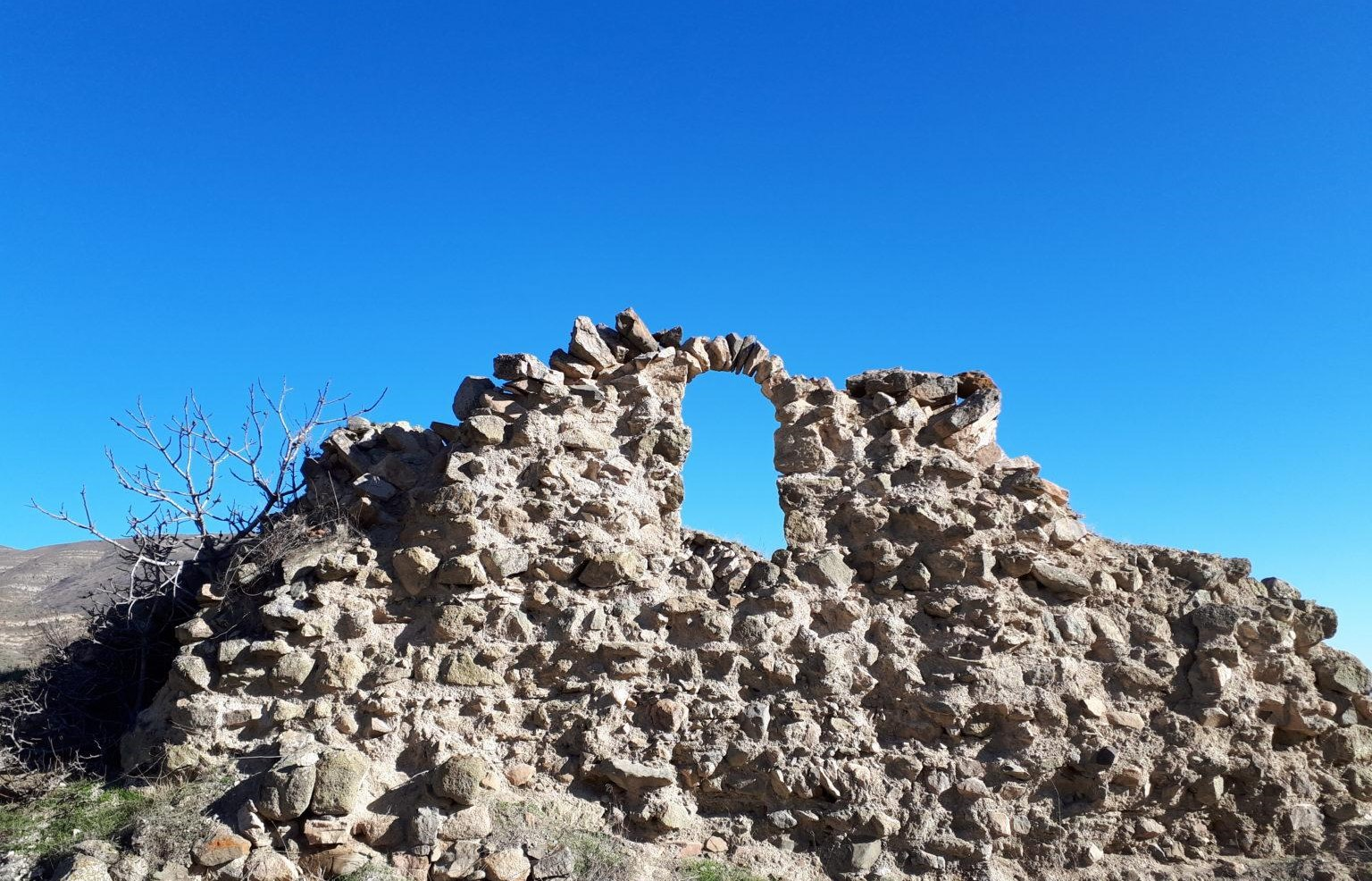
Церковь с запада, с. Бинадараси, 2018, фото Г. Будагян

Объекты исторического наследия в селе и вокруг него включают часовню Белого Мальчика (арм. Սպիտակ տղա) XII—XIV веков, церковь Сурб Аствацацин XVII века (арм. Սուրբ Աստվածածին, букв. «Святая Богородица»), кладбище XVII—XIX веков и мост XIX века.
В северной стене церкви Сурб Аствацацин сохранилась крестильная купель. Некогда над входом имелся тимпан с надписью, согласно которой, церковь была построена в 1639 году. Однако, вследствие обрушения южной стены и входа, тимпан исчез. В советский период церковь использовали в хозяйственных целях. В период военных действий церковь не пострадала.
В селе стоит памятник, посвященный уроженцам участникам Великой Отечественной войны из села Банадараси.

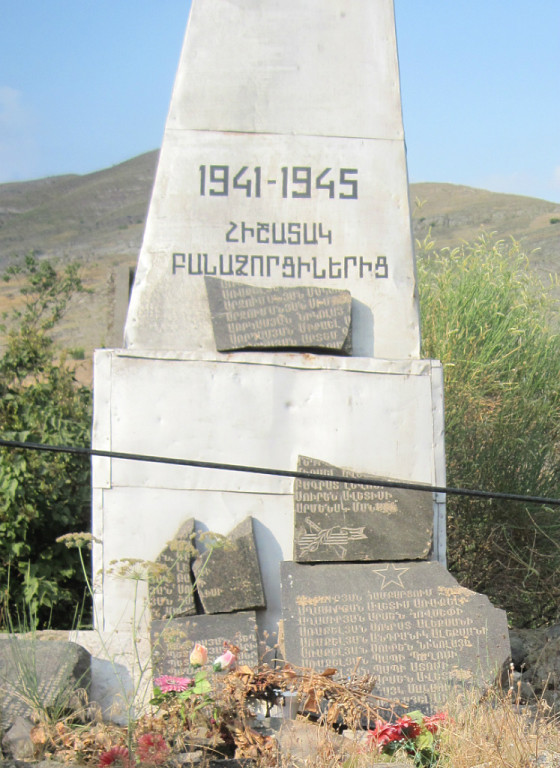
Памятник участникам Великой Отечественной войны из села Бинадараси, 2013 г.

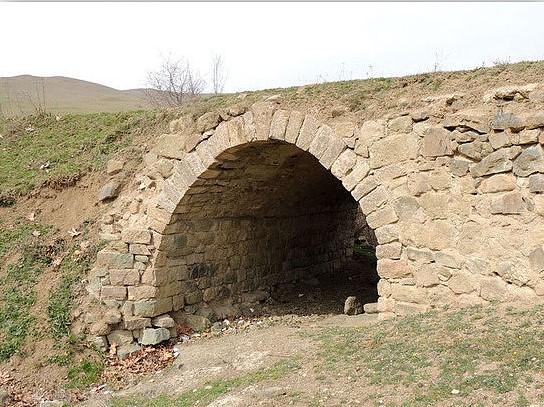
Мост в с. Бинадараси, 2014 г.

В общине была сельская администрация, дом культуры, медицинский пункт, начальная школа, в которой обучалось 20 учеников.

## Население
По состоянию на 1989 год в селе проживало большинство армян. В 2005 году в селе проживало 143 человека, а в 2015 году — 175 человек.
| Год       | 2005 | 2008 | 2009 | 2010 | 2015 |
| --------- | ---- | ---- | ---- | ---- | ---- |
| Население | 143  | 149  | 146  | 148  | 175  |

## Экономика
В советский период сновным занятием населения являлись виноградарство, земледелие и животноводство. В селе имелись пункт переработки винограда, средняя школа, библиотека, клуб, медицинский пункт, киноустановка, отделение связи.

## Упоминания
Селу посвящена книга автора Светланы Гулян «Банадзор, очаг» 2018 г. на армянском и русском языках. Про село написали в газете за 1969 год, посвящённой уроженцу села — Петросяну Фараду Гавриловичу.

## Известные люди
- Багдасарян Саркис Иванович (1923—2001) — армянский советский скульптор, известный созданием монумента «Мы — наши горы» в Ханкенди, символа Нагорного Карабаха.
- Бадалов Ашот Львович (1915—2011) — советский и российский инженер, учёный, один из создателей советской системы спутниковой связи.
- Аванесян Иван Хоренович — участник Карабахской войны, бывший руководитель Гадрутского районного отдела ВС, позже пенсионного отдела, а также бывший мэр Гадрута[22].